# Ōsakasayama
Ōsakasayama (大阪狭山市?) è una città giapponese della prefettura di Ōsaka.

## Punti di Interesse
- Ratti
- Elden Ring